# Lunden
Lunden è un comune di 1 704 abitanti della Schleswig-Holstein, in Germania.
Appartiene al circondario (Kreis) del Dithmarschen (targa HEI) ed è parte della comunità amministrativa (Amt) di Kirchspielslandgemeinden Eider.